# 레온 비야르
레온 비야르 벨트란(이탈리아어: León Villar Beltrán, 1969년 9월 25일~)은 스페인의 전직 유도 선수이다. 1992년 하계 올림픽과 1996년 하계 올림픽 남자 미들급에 참가했으며 세계 선수권 대회에서 동메달 1개, 유럽 선수권 대회에서 동메달 2개를 획득했다.